# Dichrotrichum
Dichrotrichum é um género botânico pertencente à família Gesneriaceae.

## Espécies
Composto por 42 espécies:
Dichrotrichum amabile Dichrotrichum angiense Dichrotrichum asperifolium
Dichrotrichum biflorum Dichrotrichum borneense Dichrotrichum bracteatum
Dichrotrichum brevipes Dichrotrichum brownii Dichrotrichum calelanense
Dichrotrichum chalmersii Dichrotrichum chorisepalum Dichrotrichum chrysostylum
Dichrotrichum clarkei Dichrotrichum concinnum Dichrotrichum coriaceum
Dichrotrichum crassicaule Dichrotrichum elegans Dichrotrichum filarskyi
Dichrotrichum gjellerupii Dichrotrichum glabrum Dichrotrichum griffithii
Dichrotrichum johannis Dichrotrichum keysseri Dichrotrichum lateritium
Dichrotrichum lobatum Dichrotrichum magnificum Dichrotrichum minus
Dichrotrichum multiflorum Dichrotrichum papuanum Dichrotrichum parvifolium
Dichrotrichum pauciflorum Dichrotrichum praelongum Dichrotrichum schultzei
Dichrotrichum splendidum Dichrotrichum stenophyllum Dichrotrichum ternateum
Dichrotrichum torricellense Dichrotrichum triflorum Dichrotrichum urdanetense
Dichrotrichum valetonianum Dichrotrichum vanderwateri Dichrotrichum villosum